# Daniel Unger
Daniel Unger (Ravensburg, 23 de marzo de 1978) es un deportista alemán que compitió en triatlón.
Ganó una medalla de oro en el Campeonato Mundial de Triatlón de 2007, una medalla de plata en el Campeonato Mundial por Relevos de 2006 y dos medallas de bronce en el Campeonato Europeo de Triatlón, en los años 2004 y 2007.
Participó en los Juegos Olímpicos de Pekín 2008, ocupando el sexto lugar en la prueba masculina.

## Palmarés internacional
| Campeonato Mundial             | Campeonato Mundial     | Campeonato Mundial | Campeonato Mundial |
| Año                            | Lugar                  | Medalla            | Prueba             |
| ------------------------------ | ---------------------- | ------------------ | ------------------ |
| 2007                           | Hamburgo (Alemania)    | Medalla de oro     | Individual         |
| Campeonato Mundial por Relevos |                        |                    |                    |
| Año                            | Lugar                  | Medalla            | Prueba             |
| 2006                           | Cancún (México)        | Medalla de plata   | Relevos            |
| Campeonato Europeo             |                        |                    |                    |
| Año                            | Lugar                  | Medalla            | Prueba             |
| 2004                           | Valencia (España)      | Medalla de bronce  | Individual         |
| 2007                           | Copenhague (Dinamarca) | Medalla de bronce  | Individual         |